# Wenzelswerkstatt

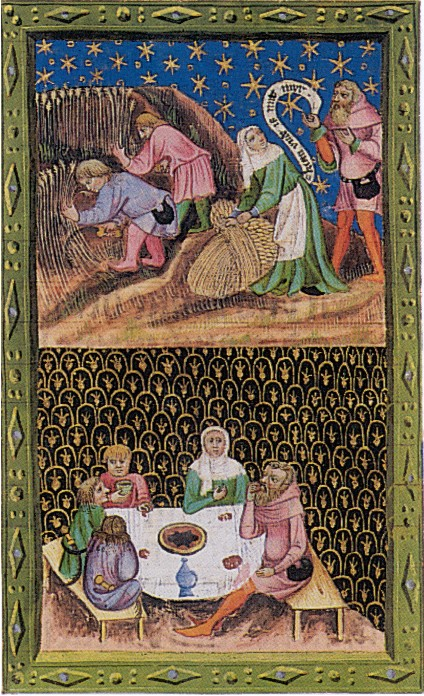
Miniatur aus der Wenzelsbibel, um 1400

Mit Wenzelswerkstatt bezeichnen Kunsthistoriker die namentlich meist nicht oder nicht sicher bekannten sieben oder mehr Buchmaler, die zwischen 1390 und 1400 für König Wenzel IV. von Böhmen die Wenzelsbibel und weitere Bücher geschrieben und gemalt haben. 
Die Meister der Wenzelswerkstatt werden nach den von ihnen jeweils illustrierten Teilen z. B. Balaam-Meister oder Ruth-Meister benannt, man vermutet auch, dass ein Großteil der Arbeiten von einem Maler mit Namen Frana (Franz/Frantisek) stammt.
Verbreitete Bezeichnungen (Notnamen) für die Meister der Wenzelswerkstatt sind:
- Balaam-Meister oder Meister des Bileam
- Esra-Meister
- Frana
- Kuthner
- Morgan-Meister
- Ruth-Meister
- Siebentage-Meister, auch manchmal Genesis-Meister
- Simson-Meister

In der Wenzelswerkstatt soll auch der Meister der Goldenen Bulle gearbeitet haben.